# Moriya, Ibaraki
Moriya (守谷市 Moriya-shi) là một thành phố thuộc tỉnh Ibaraki, Nhật Bản.